# Marius Trésor
Marius Trésor (sinh 15 tháng 1 năm 1950 tại Sainte-Anne, Guadeloupe) là cựu cầu thủ bóng đá người Pháp, chơi ở vị trí hậu vệ, có tên trong danh sách 125 cầu thủ còn sống xuất sắc nhất do Pelé bình chọn vào tháng 3 năm 2004.
Trésor bắt đầu sự nghiệp tại câu lạc bộ Pháp Ajaccio. Ông từng chơi cho các câu lạc bộ lớn của Pháp như Marseille và Girondins de Bordeaux. Với Marseille, ông có được Cúp bóng đá Pháp năm 1976. Ông cũng có được danh hiệu vô địch Pháp năm 1984 với Girondins de Bordeaux. Ở đội tuyển quốc gia, Trésor tham dự 2 kì World Cup: 1978 và 1982. Ông khoác áo đội tuyển 65 trận và ghi được 4 bàn.

## Các danh hiệu

### Câu lạc bộ
Olympique Marseille
- Cúp Quốc gia Pháp: 1976

Girondins de Bordeaux
- Ligue 1: 1984

### Cá nhân
- FIFA 100

### Khác
- Bắc Đẩu Bội tinh: 1984

## Bàn thắng cho đội tuyển quốc gia
| #  | Ngày                 | Địa điểm               | Đối thủ    | Kết quả | Giải đấu            |
| -- | -------------------- | ---------------------- | ---------- | ------- | ------------------- |
| 1. | 03 tháng 10 năm 1973 | Gelsenkirchen, Tây Đức | Tây Đức    | 1-2     | Giao hữu            |
| 2. | 30 tháng 6, 1977     | Rio de Janeiro, Brasil | Brasil     | 2-2     | Giao hữu            |
| 3. | 07 tháng 10 năm 1978 | Luxembourg             | Luxembourg | 3-1     | Vòng loại Euro 1980 |
| 4. | 08 tháng 7, 1982     | Sevilla, Tây Ban Nha   | Tây Đức    | 3-3     | World Cup 1982      |